# Pineapple Support
Pineapple Support (PS) är en ideell organisation som ger stöd i form av mental hälsoterapi till porrskådespelare och andra inom den (nordamerikanska) pornografiska branschen. Man utsträcker även stöd till webbkameramodeller och andra inom den lagliga delen av sexbranschen.
Organisationen lanserades i april 2018 av den brittiska porrskådespelaren Leya Tanit (även känd som Leah Diggle). Detta skedde som ett direkt svar på uppmärksammade hälsoproblem och dödsfall inom branschen under det föregående halvåret, inklusive rörande August Ames.

## Historik och verksamhet

### Bakgrund
Organisationen föregicks vid sitt grundande bland annat av P.A.W. Foundation, vilken bildades efter Savannahs död 1994.
2018 bildades Pineapple Support av skådespelaren Tanit, som ett direkt svar på uppmärksammade hälsoproblem och dödsfall inom branschen under det föregående halvåret, inklusive rörande August Ames. Tanit valde namnet "Pineapple", eftersom detta är ett vanligt stoppord inom BDSM-kulturen. Hon ville att organisationen skulle kunna fungera som "ett stoppord för porrskådespelare".
Till följd av Ames' och flera andra skådespelares död det året föreslogs flera initiativ inom branschen för att ta itu med problematiken. Detta inkluderade även jourtelefontjänsten The August Project.
Vid starten var PS en av få försök att utsträcka stöd till personer inom den erotiska webbkamerabranschen.

### Utveckling
Under sina första 18 månader gav PS stöd till över 250 porrskådespelare. Senare hävdade man att man under sina första två verksamhetsår gett stöd till över 1 000 personer verksamma inom branschen. Detta stöd inkluderade terapi, rådgivning och emotionellt stöd, till låg kostnad eller gratis. Man erbjuder stöd till skådespelare eller producenter som under de senaste sex månaderna varit aktiva inom den pornografiska branschen.
Man närvarar ofta med monter och medarbetare på USA:s olika branschmässor, inklusive på AVN Adult Entertainment Expo. På AEE erbjuder man gratis rådgivning och terapi utan föregående tidsbokning. I oktober 2019 var man värd för den första nätbaserade konferensen specifikt inriktad på ämnet mentalt hälsostöd till den pornografiska branschen; konferensen inkluderade föreläsningar och panelsamtal med ett drygt dussintal terapeuter. Även senare har man arrangerat liknande sammankomster, inklusive 2023 och 2024.

### Verksamhet
Fram till 2021 hävdar man att man hjälpt över 5 000 skådespelare och nätbaserade sexarbetare (exempelvis webbkameramodeller), genom remitteringar, samtal och via samarbeten med andra branschorganisationer. Exempel på det senare är ett webbinarium 2021 kring självmordsprevention organiserat ihop med Free Speech Coalition och en workshop med restorativ yoga i samarbete med webbkamerasajten Xlovecam. 2025 arrangerade man, med stöd av Adult Time, en tidsbegränsad stödkampanj riktad till sexarbetare med självskadebeteende. Adult Time och PS inledde samarbete redan 2022.
Organisationen riktar sig till den lagliga delen av USA:s sexbransch, vilket exkluderar sexarbetare som enkom arbetar inom fysisk prostitution. Detta anses på vissa håll vara en strategisk marknadsföring, för att undvika problem med donationer.

## Administration och ekonomi
Pineapple Support grundades i Maryland och har sitt säte i Miami Beach i Florida. Man har även listats som verksam/administrerad från Michigan. Dessutom har man filialer i både Rumänien och sedan 2024 i Colombia. 2023 var Alison Boden, tidigare VD på Kink.com, ordförande i organisationen. Leya Tanit var då verksamhetsledare.
Pineapple Support har under åren inlett samarbete med ett antal företag och enheter inom branschen, inklusive 2023 med den fristående plattformen Manyvids. Organisationen mottar ekonomiskt stöd från stora branschaktörer som Pornhub, XHamster, Kink.com och Chaturbate. 2023 rapporterade man en omsättning på knappt 600 000 US-dollar.